# Вовківська сільська рада (Перемишлянський район)
| Вовківська сільська рада — колишній орган місцевого самоврядування у Перемишлянському районі Львівської області з адміністративним центром у с. Вовків. Історична дата утворення: в 1940 році. Водоймища на території, підпорядкованій даній раді: річки Гнила Липа, Марушка. Сільській раді були підпорядковані населені пункти: - с. Вовків - с. Брикун - с. Малий Полюхів - с. Мерещів - с. Плетеничі |

## Склад ради
Рада складалася з 16 депутатів та голови.

### Керівний склад ради
| ПІБ                    | Основні відомості                                                 | Дата обрання | Дата звільнення |
| ---------------------- | ----------------------------------------------------------------- | ------------ | --------------- |
| Натура Ігор Васильович | Сільський голова, 1966 року народження, освіта, безпартійний      | 26.03.2006   | 31.10.2010      |
| Натура Ігор Васильович | Сільський голова, 1966 року народження, освіта вища, безпартійний | 31.10.2010   |                 |

Примітка: таблиця складена за даними джерела